# Conostegia lasiopoda
Conostegia lasiopoda är en tvåhjärtbladig växtart som beskrevs av George Bentham. Conostegia lasiopoda ingår i släktet Conostegia och familjen Melastomataceae.
Artens utbredningsområde är Costa Rica. Inga underarter finns listade i Catalogue of Life.